# Kate Ebli
Kate Ebli (1958 - 2 de janeiro de 2011) foi uma política norte-americana, representante do distrito 56 e do estado do Michigan. Democrata, católica e membro da National Rifle Association, atuou de 2006 até 2010.